# Jobinia longicoronata
Jobinia longicoronata là một loài thực vật có hoa trong họ La bố ma. Loài này được Goes & Fontella mô tả khoa học đầu tiên năm 2007.